# Claudia Zey
Claudia Margarete Zey (* 20. Juni 1963 in Düsseldorf) ist eine deutsche Historikerin für Mittelalterliche Geschichte. Sie lehrt seit 2004 als Professorin für Allgemeine Geschichte des Mittelalters an der Universität Zürich. 

## Leben und Wirken
Claudia Zey legte 1982 das Abitur ab. Sie studierte von 1982 bis 1989 Geschichte und Latein an der Universität Bonn. Dort war sie von 1989 bis 1994 Wissenschaftliche Mitarbeiterin von Rudolf Schieffer und wurde 1992 bei ihm promoviert. Von 1994 bis 2000 war sie Wissenschaftliche Assistentin von Schieffer an der Universität München. Sie hatte von 2000 bis 2003 ein Habilitationsstipendium der Deutschen Forschungsgemeinschaft und ein Exzellenzstipendium des Freistaates Bayern. In München erfolgte 2002 ihre Habilitation über die päpstliche Legatenpolitik im 11. und 12. Jahrhundert. Von 2003 bis 2004 übernahm sie eine Vertretung des Lehrstuhls für Mittelalterliche Geschichte an der Universität Leipzig. Im Jahr 2004 hatte sie eine Vertretung der Professur für Wissenschafts- und Universitätsgeschichte an der Ludwig-Maximilians-Universität München inne. Einen Ruf auf eine ordentliche Professur für Geschichte des Früheren Mittelalters an die Ruhr-Universität Bochum als Nachfolgerin Hanna Vollraths lehnte sie im selben Jahr ab. Im September 2004 trat sie stattdessen die Nachfolge von Ludwig Schmugge an und lehrt seitdem als ordentliche Professorin für die Geschichte des Mittelalters an der Universität Zürich. 
Zey ist seit 2006 Mitglied im Konstanzer Arbeitskreis für mittelalterliche Geschichte, von 2010 bis 2013 war sie stellvertretende Vorsitzende und von 2013 bis 2019 Vorsitzende. Seit 2008 ist sie Mitherausgeberin des Online-Rezensionsjournals sehepunkte. Sie hat 2012 einen Ruf auf die Stelle der Direktorin des Deutschen Historischen Instituts in Paris abgelehnt. Seit 2014 ist sie ordentliches Mitglied der Zentraldirektion der Monumenta Germaniae Historica. Vom 1. September 2020 bis zum 31. August 2021 ist sie an der Universität Zürich beurlaubt, um ein Forschungsstipendium als Senior Fellow im Historischen Kolleg in München wahrzunehmen. Dort wird sie zum Thema „Stellvertretung im Mittelalter – Konzeption und Funktionalität repräsentativer Herrschaft“ arbeiten.
Zu ihren Forschungsschwerpunkten gehören die Kirchengeschichte des europäischen Früh- und Hochmittelalters, die Quellenkunde und Texteditionen, die Entwicklung des päpstlichen Gesandtschaftswesens, die Bildungsgeschichte des Mittelalters sowie die Stellung mittelalterlicher Herrscherinnen und Fürstinnen im europäischen Vergleich. Sie ist durch zahlreiche Studien ausgewiesene Expertin auf dem Gebiet der Kardinalsforschung im Hochmittelalter. Die Neuedition des Liber gestorum recentium Arnulfs von Mailand war Hauptbestandteil ihrer Dissertation. Durch die Edition wurde die Quelle in einer Ausgabe zugänglich gemacht, die dem heutigen Kenntnisstand entspricht. Die Bedeutung der Arbeit liegt vor allem in der erstmaligen Klärung der handschriftlichen Überlieferung. Der Aufsatz Zur Entstehung und Überlieferung des Liber gestorum recentium war ebenfalls Bestandteil ihrer Doktorarbeit.
Zey gab gemeinsam mit Claudia Märtl den Tagungsband Aus der Frühzeit europäischer Diplomatie heraus. Der Band basiert auf einer internationalen Tagung 2007 in Zürich über die Geschichte der Diplomatie im Spätmittelalter. Zey organisierte im Herbst 2010 eine Reichenau-Tagung des Konstanzer Arbeitskreises für mittelalterliche Geschichte mit dem Thema „Mächtige Frauen? Königinnen und Fürstinnen im europäischen Mittelalter (11.–14. Jahrhundert)“. Damit widmete sich der Konstanzer Arbeitskreis erstmals dem Thema weiblicher Herrschaft. Der von Zey herausgegebene Tagungsband erschien 2015. Dabei stand die Frage der Macht und Herrschaft hochadliger Frauen im Fokus. Die Untersuchung berücksichtigt jedoch nicht nur Königinnen, die durch „günstige familiäre und strukturelle Umstände“ an die Regierung kamen oder die Regentschaft für ihre abwesenden Gatten oder unmündigen Söhne übernahmen, sondern geht von einem offenen Machtbegriff aus und nimmt die die europäische Dimension der Thematik sowohl inhaltlich als auch forschungsgeschichtlich in den Blick. Gefragt wird nach der spezifischen Form weiblicher Herrschaft. Durch die „vergleichende Gegenüberstellung von Königinnen und Fürstinnen in verschiedenen Reichen und Regionen Europas“ vom 11. bis 14. Jahrhundert werden nationale Grenzen in der Forschung überschritten und die klassische Einteilung zwischen Hoch- und Spätmittelalter aufgehoben.
Zey veröffentlichte 2017 eine knappe Einführung in den Investiturstreit. Statt auf die vielfach behandelte frühe Phase des Konfliktes um den Gang nach Canossa legte sie den Schwerpunkt auf die Darlegung der Zusammenhänge für die Zeit nach 1100. Im Frühjahr 2018 organisierte Zey eine Reichenau-Tagung des Konstanzer Arbeitskreises für mittelalterliche Geschichte mit dem Thema „Stellvertretung im Mittelalter. Konzepte, Personen und Zeichen im interkulturellen Vergleich“. Die daraus resultierenden Beiträge gab sie 2023 heraus. Sie ist Mitglied des wissenschaftlichen Beirats für die große Landesausstellung der Generaldirektion Kulturelles Erbe Rheinland-Pfalz „Die Kaiser und die Säulen ihrer Macht. Von Karl dem Großen bis Friedrich Barbarossa“, die im September 2020 eröffnet wurde.

## Schriften (Auswahl)
Monographien
- Der Investiturstreit. Beck, München 2017, ISBN 3-406-70655-X.

Herausgeberschaften
- Stellvertretung im Mittelalter. Konzepte, Personen und Zeichen im interkulturellen Vergleich (= Vorträge und Forschungen. Bd. 88). Thorbecke, Ostfildern 2023, ISBN 978-3-7995-6888-3.
- mit Gabriela Signori: Regentinnen und andere Stellvertreterfiguren. Vom 10. bis zum 15. Jahrhundert (= Schriften des Historischen Kollegs. Kolloquien. Bd. 111). De Gruyter Oldenbourg, Berlin u. a. 2023, ISBN 978-3-11-107187-9.
- Mächtige Frauen? Königinnen und Fürstinnen im europäischen Mittelalter (11.–14. Jahrhundert) (= Vorträge und Forschungen. Bd. 81). Thorbecke, Ostfildern 2015, ISBN 3-7995-6881-6 (Digitalisat).
- mit Claudia Märtl: Aus der Frühzeit europäischer Diplomatie. Zum geistlichen und weltlichen Gesandtschaftswesen vom 12. bis zum 15. Jahrhundert. Chronos-Verlag, Zürich 2008, ISBN 978-3-03-400927-0.

Edition
- Arnulf von Mailand, Liber gestorum recentium (= Monumenta Germaniae historica. Scriptores. Bd. 7). Hahn, Hannover 1994, ISBN 3-7752-5388-2 (Digitalisat).